# مارتن كرين
مارتن كرين (بالإنجليزية: Martin Crane)‏ هو قسيس أيرلندي، ولد في 11 أكتوبر 1818 في Bannow ‏ في جمهورية أيرلندا، وتوفي في 21 أكتوبر 1901 في فيكتوريا في أستراليا.